# Nina Leonhard
Nina Leonhard (* 1972 in Berlin) ist eine deutsche Politikwissenschaftlerin und Soziologin. Sie ist Reihenherausgeberin im Verlag Springer VS (Soziales Gedächtnis, Erinnern und Vergessen – Memory Studies).

## Leben
Nina Leonhard studierte nach dem Abitur 1992 mit einem Bayerischen Hochbegabten-Stipendium und der Studienstiftung des deutschen Volkes von 1992 bis 1996 Politikwissenschaft am Otto-Suhr-Institut (OSI) der FU Berlin und am Institut d’études politiques de Paris. Sie erwarb das Deutsch-Französische Diplom der Politik- und Sozialwissenschaften (1995) und ein Diplom der Politikwissenschaften (1996). Im Rahmen eines „Cotutelle de thèse“-Verfahrens wurde sie unterstützt durch die Studienstiftung des deutschen Volkes bei Gesine Schwan und Marie-Claire Lavabre mit der Dissertation Politik- und Geschichtsbewusstsein im Wandel zum Dr. phil. promoviert.
Von 2001 bis 2008 war sie wissenschaftliche Mitarbeiterin am Sozialwissenschaftlichen Institut der Bundeswehr (SOWI) in Strausberg. 2005/06 forschte sie mit einem Stipendium des DAAD und der Fondation Maison des Sciences de l’Homme am Centre de recherches politiques de Sciences Po in Paris. Von 2009 bis 2016 war sie Dozentin für Allgemeine Soziologie und Politikwissenschaft an der Führungsakademie der Bundeswehr (FüAkBw) in Hamburg. Seit 2016 ist sie Projektleiterin im Forschungsbereich Militärsoziologie am Zentrum für Militärgeschichte und Sozialwissenschaften der Bundeswehr in Potsdam.
2008/09 und 2011 war sie Habilitationsstipendiatin der Bundesstiftung zur Aufarbeitung der SED-Diktatur. 2016 folgte die Habilitation und die Verleihung der venia legendi für Soziologie an der Westfälischen Wilhelms-Universität Münster. Seit 2011 gibt sie am dortigen Institut für Soziologie Seminare. 2014 wurde die Schrift „Integration und Gedächtnis“ mit dem Thomas A. Herz-Preis für qualitative Sozialforschung der Deutschen Gesellschaft für Soziologie ausgezeichnet.

## Mitgliedschaften
Leonhard ist Mitglied der Deutschen Gesellschaft für Soziologie, des Arbeitskreises Politik und Geschichte der Deutschen Vereinigung für Politische Wissenschaft und des Arbeitskreises Militär und Sozialwissenschaften.

## Schriften (Auswahl)
- Politik- und Geschichtsbewusstsein im Wandel. Die politische Bedeutung der nationalsozialistischen Vergangenheit im Verlauf von drei Generationen in Ost- und Westdeutschland (= Politik und Geschichte. Band 3). Lit, Münster u. a. 2002, ISBN 3-8258-5983-5.
- (Hrsg. mit Ines-Jacqueline Werkner): Aufschwung oder Niedergang? Religion und Glauben in Militär und Gesellschaft zu Beginn des 21. Jahrhunderts. Lang, Frankfurt am Main u. a. 2003, ISBN 3-631-51610-X.
- (Hrsg. mit Ines-Jacqueline Werkner): Militärsoziologie. Eine Einführung. VS Verlag für Sozialwissenschaften, Wiesbaden 2005, ISBN 3-531-14284-4. (2. Auflage 2012)
- (Hrsg. mit Sven Bernhard Gareis): Vereint marschieren. Die deutsch-französische Streitkräftekooperation als Paradigma europäischer Streitkräfte? (= Schriftenreihe des Sozialwissenschaftlichen Instituts der Bundeswehr. Band 5). VS Verlag für Sozialwissenschaften, Wiesbaden 2008, ISBN 978-3-531-15715-3.
- (Hrsg. mit Susanne Ehrlich, Horst-Alfred Heinrich, Harald Schmid): Schwierige Erinnerung. Politikwissenschaft und Nationalsozialismus. Beiträge zur Kontroverse um Kontinuitäten nach 1945. Nomos, Baden-Baden 2015, ISBN 978-3-8487-1074-4.
- (Hrsg. mit Jürgen Franke): Militär und Gewalt. Sozialwissenschaftliche und ethische Perspektiven (= Sozialwissenschaftliche Schriften. Bd. 50). Duncker & Humblot, Berlin 2015, ISBN 978-3-428-14581-2.
- Integration und Gedächtnis. NVA-Offiziere im vereinigten Deutschland. UVK, Konstanz 2016, ISBN 978-3-86764-648-2.